# 春田紀尾井
春田 紀尾井（はるた きおい、1969年（昭和44年）9月9日 - ）は、日本の女優、タレント、モデル。 東京都世田谷区出身。

## 略歴
- 1986年（昭和61年）16才の時にスペースクラフトにスカウトされ 『キリンオレンジガール』としてデビュー。牧阿佐美バレヱ団、青山バレヱハウスのクラスへ通う。
- 1987年（昭和62年）資生堂『フェアウィンドパクト』『センサー式ファンデーションの夏』'87夏の資生堂 キャンペーンガールを務める。

/広告撮影:横須賀功光氏
/CMソング:『椿姫の夏』/早瀬優香子
作詩/森雪之丞作曲/細野晴臣編曲/戸田誠司
- 1988年（昭和63年）ダイハツ『ミラパルコ』のテレビコマーシャルに出演し、気持ち良さそうに歌いながら運転するコミカルな姿から一躍有名になると共に『ミラパルコ』の販売車数は軽自動車1位となった。（唄う女、続唄う女編 Pl:岡康道氏）

以降、多くの企業コマーシャル、雑誌、新聞雑誌広告、ポスター等に出演する他、ドラマ テレビ朝日 「仮面ライダーアギト」TBS「ビッグウィング」等に出演。
- 1990年（平成2年）、世界最大のモデルエージェンシーエリート・モデル・マネジメント が主催する『elite MODEL LOOK』1990年 日本代表ブラジル世界大会（Mc-Cindy Crawford シンディ・クロフォード  Guest-Grace Jonesグレイス・ジョーンズ）に出場。
- 1995年（平成7年）結婚。翌年に長男を出産する。
- 2011年第二子を出産。

義兄にはプロゴルファーの 並木弘道 がいる。

## 出演作品

### テレビコマーシャル
- キリンビバレッジ「キリンオレンジ」（1986年）
- 資生堂　『フェアウインドパクト』（1987年）

『花椿会フェア』 故宍戸錠と共演（1987年）
「枝毛用キューティクルコート」（1988年）
- コカコーラ「I feel coke」「I feel coke お正月編」（1988年）
- パナホーム
- ヤマサ「そうめん専科」（1988年）
- カシオ計算機「青春くるまテレビ」（1990年）
- ダイハツ工業 『ミラパルコ』（1988年 - 1990年）
- コカコーラ「I love LA」（1990年）
- ニッスイ「中華丼」（1990年）
- マクドナルド「フレッシュ マック」
- リクルート「とらばーゆ」

石田純一と共演
- エスビー食品 S&Bゴールデンカレー （1999年）
- 松下電器産業（現・パナソニック）「パナファックス」（1999年）
- 三井ホーム「多目的住宅フェア」
- グアム政府観光局「グアムには夏しかなくてごめんなさい」「3時間半でいけちゃう」（1993年）
- JR東海「京都遊学」
- ミツカン「ごましゃぶのたれ」柳葉敏郎と共演　（1999年）

「味ぽん」唐沢寿明と共演（2002年 - 2004年）
- メリルリンチ日本証券「CMAプログラム」（2000年）
- 花王「メリットS」（2003年）
- アステラス製薬（2007年）
- 野村證券（2007年）

### 主なポスター及びスチール
- キリンビバレッジ
- JR東日本「JRオレンジカード」
- 資生堂
- コカコーラ
- 髙島屋「クリスマス」「誰が袖好み」
- JR東海
- 西武百貨店
- JAS「北九州線就航記念」
- ミドリ安全
- 小田急電鉄「小田急ロマンスカー」
- ブリヂストン
- JT「カレンダー」
- 長沼静きもの学院
- HONDA
- 日本製粉
- 三井物産
- メリルリンチ
- パナソニック「パナファクス」
- 野村不動産
- 花王
- アステラス製薬
- キャノン
- サントリーウエルネス  2010〜

### 雑誌
- non-no
- an an
- MORE
- with
- ef
- 装苑
- ハイファッション
- 25ans
- 家庭画報
- MISS
- STORY
- 婦人公論
- ハースト婦人画報社『美しいキモノ』
- ハルメク社 『スムリラ』2015年3月号 表紙

### 映画
- 家族輪舞曲(監督：椎名桜子）1989年

### テレビドラマ
- 『ビッグウイング』　TBS2001年
- 『仮面ライダーアギト』13,14 話テレビ朝日2001年
- 『はぐれ刑事純情派』～「同窓会の夜の不倫！？靴を買い換えない女」14第18話　テレビ朝日2001年

### 番組出演
- 『おはよう朝日です』　朝日放送テレビ1987年ゲスト出演
- 『婦人百科』　NHK教育テレビジョン1989年　デザイナーユミ・シャロー
- 『オールナイトフジ』　フジテレビ1990年　ゲスト出演

### PV
- アメリカン・エキスプレスカードプロモーションビデオ　1990年

### MV
- キャメオCAMEO「CLOSE QUATERS」- 米国MTV等で放送されたPVにヒロイン芸者役で出演している。

### ショー
- 山本寛斎　'88春夏コレクション
- MEN’S BIGI  （ 萩原健一  出演回 ）

### 展示会
- コム・デ・ギャルソン

### 書籍
- 『週刊プレイボーイ』（集英社、1987年4月14日号）
- 『平凡パンチ』（平凡社、1987年）
- 『翼の王国』WINGSPAN　（全日本空輸機内誌、1990年9月号）「TRAVEL FASHION」BORN ON THE EARTH-道東の大自然を歩く旅、阿寒国立公園。
- 『サンデー毎日』（毎日新聞社、1991年9月29日号）表紙
- 『メルセデスマガジン』2012-03秋号

写真集「CAT WALK」（TUTTLE STUDIO EDITIONS、1993年）撮影Curtis Knappカーティス ・ナップ
- 『日本の化粧文化』（資生堂企業資料館、2002年12月）